# 夭怪着到牒

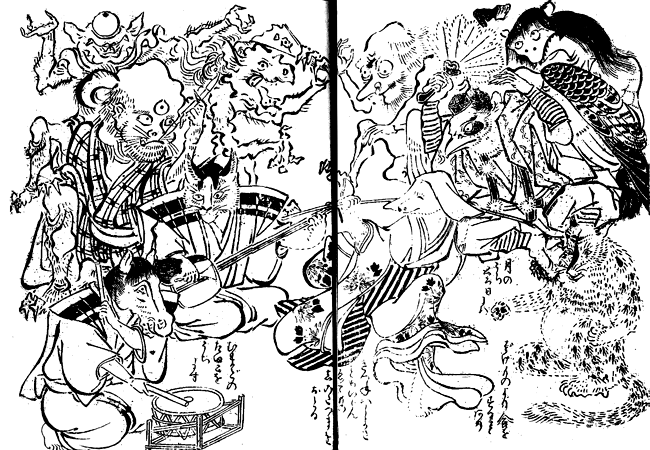
『夭怪着到牒』月のうち黒日にはばけものより合をすることあり

『夭怪着到牒』（ばけものちゃくとうちょう）は、1788年（天明8年）鶴屋喜右衛門（仙鶴堂）から出版された、北尾政美の画による黄表紙である。

## 概要
場面ごとに多くの種類のばけもの（妖怪）達が描かれ、最終丁には朝比奈三郎が化物（悪鬼）を退治する姿が掲げられる。
作品としての面白味は主に絵にあり、文章量なども極めて少ない。（黄表紙に分類されているが一巻を通したストーリー展開は存在しない）主な内容は妖怪の姿や、それにおどかされ驚く人々を列挙したものになっており、赤本や黒本といった先行する草双紙作品に存在する『化物尽し』などの構成につらなったものである。

## 内容
筋のとおったストーリー展開は定まってなく、さまざまな場面場面が描かれており、それぞれに妖怪が描かれている。以下、巻頭から登場順に記す。

### 上巻
八つ（午前2時ごろ）の鐘を僧侶が鳴らしている場面　
女の首が夜空を飛んでいる。
見越し入道が妖怪たちを呼び集める場面
見越し入道のほかに大頭小僧・鵺・鳥の妖怪・女の妖怪などが描かれている。見越し入道は「ばけものの親玉」との解説が書き込まれている。
大侍（）が顔を出して座敷の人間を驚かせる場面

河太郎が人を襲う場面

柳の木の下に妖怪が現われる場面
人間を襲う様子が描かれる。猫・巨大な足・尼入道（）が描かれている。
逆女（）が人間の前に出る場面

### 下巻
海坊主が舟を襲う場面

ばけものの寄り合いの場面
黒日（くろび。暦の上で縁起が良くない日とされる）に妖怪たちが集まって太鼓や三味線を鳴らし、踊りをたのしんで騒いでいる様子が描かれる。馬・狸・狐・天狗・三つ目入道・猫などが描かれている。
木の下にいろいろな妖怪が現われる場面
姫路のおさかべ姫・三面乳母（）・一つ眼（）・女の人魂・くら虫が描かれる。おさかべ姫には「こわいものの親玉」という解説も書かれている。
水辺にいろいろな妖怪が現われる場面
人間を襲う様子が描かれる。悪息（）・タコの入道・狸・狒々・一つ目小僧。狸は金玉を大きく広げて人間にかぶせている。
木の下にいろいろな妖怪が現われる場面
大蛇・車巡り（）・なめくじらの化物・コウモリの化けたもの・風尼（）・骸骨・赤鬼が名前と簡略な説明と共に列挙される。
朝比奈が悪鬼たちを退治する場面

妖怪には名称が付されているものもあれば、書き込まれていないものもあり、そのような点も先行する草双紙に存在する『化物尽し』などの構成に近い。